# アフターダーク (ASIAN KUNG-FU GENERATIONの曲)
「アフターダーク」は、ASIAN KUNG-FU GENERATIONの楽曲。同グループメジャー10枚目のシングルとして2007年11月7日にKi/oon Recordsから発売された。

## 概要
シングルとしては、「或る街の群青」以来約1年ぶりのリリースとなる。初回盤はオリジナルステッカー付き。

## 収録曲
全作詞：後藤正文、全編曲：ASIAN KUNG-FU GENERATION
1. アフターダーク
（作曲：後藤正文・山田貴洋）
テレビ東京系アニメ『BLEACH』第7期[1]オープニングテーマ。宮沢賢治の『よだかの星』に影響を受けている[2]。
PVには俳優の宮崎将が出演し、メンバーはスーツに羽が生えた姿で演奏している（スーツの下にコルセットを着て、コルセットに羽を刺し込んでいる）。
ちなみに、PVのカラオケのシーンでは「未来の破片」を歌っている。
リードギターはフェンダー・ストラトキャスターで演奏しているが[2]、PVではギブソン・レスポールが使われている。
2. 由比ヶ浜カイト
（作曲：後藤正文）
前作の「或る街の群青」のc/w「鵠沼サーフ」に続き、一発撮りで製作された。
曲の終わりにメンバーの笑い声が収録されているが、それはレコーディングの際「演奏をミスしたら洋服を脱ぐ」という罰ゲームをしていたときのもの。

## 収録アルバム
- ワールド ワールド ワールド (#1)
- サーフ ブンガク カマクラ (#2、アルバムバージョン)
- BEST HIT AKG (#1)